# Замок Ортенберг
Замок Ортенберг в Бадене — неоготический замок в английском стиле в общине Ортенберг (Баден) в немецкой федеральной земле Баден-Вюртемберг.

## Географическое расположение
Замок, являющийся символом региона Ортенау, выстроен на высоком холме в долине Кинцига между городами Оффенбург и Генгенбах.

## Исторический очерк
Начала замка восходят к XI—XII векам: скорее всего, он был построен при Церингенах, и должен был контролировать проход в долину Кинцига в Шварцвальде.
При Штауфенах замок служил резиденцией ландфогтов Ортенау, то есть был местом осуществления (местной) власти в самом широком смысле слова: здесь проходили судебные разбирательства и собирались различного рода налоги и подати, и здесь же была сконцентрирована военная власть.
В XV веке замок был расширен и постепенно превращён в крепость с полукруглыми оборонительными башнями, снабжёнными пушками.
В ходе Франко-голландской войны замок Ортенберг был разрушен по повелению французского маршала Креки в 1678 году.
После своего восстановления, Ортенберг подвергся повторному разрушению уже в 1697 году, что послужило причиной перенесения резиденции фогта в Оффенбург. С тех пор и вплоть до начала XIX века замок оставался в руинированном состоянии.
В 1833 году замок перешёл в собственность лифляндского по происхождению барона Габриэля Леонхардта фон Беркгольц (1781—1863), при котором в 1838—1843 годах по проекту Фридриха Айзенлора, на руинах старого замка было возведено новое здание в английском стиле.
В 1942 году в замке, находившемся в то время уже в государственной собственности, была открыта молодёжная гостиница.

## Современное использование
В замке Ортенберг располагается молодёжная гостиница (хостел). Осмотр возможен только с внешней стороны. Все желающие могут подняться на главную башню и насладиться захватывающим видом на долину Кинцига и северные отроги Шварцвальда.